# Климовська Іванна
Іванна Качмар, у шлюбі Климовська, псевдонім Язичинська (24 травня 1908, Самбір — 22 березня 1982, Філадельфія) — українська письменниця-гумористка, акторка, громадська діячка.

## Біографія
Народилася 24 травня 1908 року у Самборі (Галичина). Закінчила торговельні курси, працювала у Промбанку в Самборі. Через Німеччину в повоєнний час потрапила до США. Була активною в жіночих організаціях, «Театрі в п'ятницю» в Філадельфії. Проводила вечори гумору в Канаді, США, Франції. Померла 22 березня 1982 року в Філадельфії.

## Творчий доробок
Авторка збірки «Як сміх лунає, біда втікає» (1979).